# Bidar (distrikt)
Bīdar är ett distrikt i Indien.   Det ligger i delstaten Karnataka, i den centrala delen av landet, 1 200 km söder om huvudstaden New Delhi. Antalet invånare är 1 703 300. Arean är 5 448 kvadratkilometer. Bīdar gränsar till Latur och Medak.
Terrängen i Bīdar är kuperad österut, men västerut är den platt.
Följande samhällen finns i Bīdar:
- Bidar
- Basavakalyān
- Homnābād
- Bhālki
- Aurād